# Ингушетия (газета)
«Ингушетия» (ингуш. ГІалгІайче) — общественно-политическая газета в Ингушетии, издаваемая на русском языке. Официальный печатный орган правительства Ингушетии.

## Тематика
Газета освещает события, происходящие в республике и за её пределами, имеющие отношение к Ингушетии, в стране и в мире.
Публикуются местные законодательные акты Республики Ингушетия, факт публикации которых придает им юридическую силу.
Тираж еженедельного выпуска — 5000 экземпляров.

## История
Первый номер газеты вышел 24 апреля 1993 года, в сельском поселении Орджоникидзевское (ныне город Сунжа) на базе сунженской районной газеты «Знамя труда». Указ об образовании газеты «Ингушетия» был подписан чуть позже 27 апреля 1993 года, президентом республики Русланом Аушевым.
Основателем газеты и её первым главным редактором был известный ингушский журналист и общественный деятель Шадиев Хусейн Суламбекович, первый руководитель Госкомитета Республики Ингушетия по печати. В 1994 году его сменил Манолис Алаутдинович Чахкиев (в будущем пресс-секретарь президента Ингушетии, министр культуры Ингушетии, руководитель пресс-службы Минкультуры России)
В 2016 году редакция, сменив формат, дизайн и периодичность, перешла на издание еженедельника «Ингушетия» с бизнес-вкладкой «Беркат» и одновременно запустила новостной онлайн-портал.
В 2016 году введена электронная подписка на газету в формате PDF.
В 2024 году издание провело редизайн сайта и логотипа.[значимость факта?]

## Редакция
Главные редакторы газеты «Ингушетия»:
- Хусейн Шадиев (1993—1994 и 1995—1997)
- Манолис Чахкиев (1994—1995 и 1999—2002)
- Або Гадаборшев (1997 и 2002—2008)
- Хаваж Накостоев (1997—1999)
- Курейш Бузуртанов (1999)
- Фатима Борова (2008—2012)
- Иса Мержоев (2012—2015)
- Шамсудин Боков (2015—2023)
- Рашид Хамхоев (2023—н. в.)

В редакции работали журналисты Магомед-Башир Цицкиев, Микаил Зангиев, Муса Нашхоев, Тайсум Хашиев, Владислава Дашкевич, Александр Рыбаков, Раиса Хакиева, Мария Катышева, Исраил Муртазов, Татьяна Гантимурова, Батарбек Шакриев, Радимхан Гайсанова, Гирихан Султыгов, сотрудничали Ахмед Галаев, Юсуп Чахкиев, Султан-Гирей Котиев.